# Flarup Skov
Flarup Skov (ty. Flarupholz) er navnet på en bebyggelse og et 27 ha stor skovområde beliggende mellem landsbyerne Flarup og Savstrup i let kuperet terræn i det centrale Angel i Sydslesvig. I administrativ henseende hører skoven under Savstrup kommune i Slesvig-Flensborg kreds i den nordtyske delstat Slesvig-Holsten. I den danske tid hørte skoven under Nørre Brarup Sogn (Strukstrup Herred, Gottorp Amt), tæt ved grænsen til Bøl Sogn. 10 ha af arealet hører under Flarupgaard gods. Skoven er blandskov med især bøgetræer. I sydøst går skoven over i den i 1991 nyplantede Savstrup Skov (Saustruper Gehege). 
Flarup Skov er første gang dokumenteret 1804.